# Martín de Yeltes (kommunhuvudort)
Martín de Yeltes är en kommunhuvudort i Spanien.   Den ligger i provinsen Provincia de Salamanca och regionen Kastilien och Leon, i den centrala delen av landet, 220 km väster om huvudstaden Madrid. Martín de Yeltes ligger 764 meter över havet och antalet invånare är 515.
Terrängen runt Martín de Yeltes är platt. Runt Martín de Yeltes är det glesbefolkat, med 11 invånare per kvadratkilometer. Närmaste större samhälle är La Fuente de San Esteban, 4,0 km nordost om Martín de Yeltes. Trakten runt Martín de Yeltes består i huvudsak av gräsmarker.